# Ceroxylon
Ceroxylon ist eine Pflanzengattung innerhalb der Familie der Palmengewächse (Arecaceae). Die etwa zwölf Arten gedeihen in den Anden.

## Beschreibung

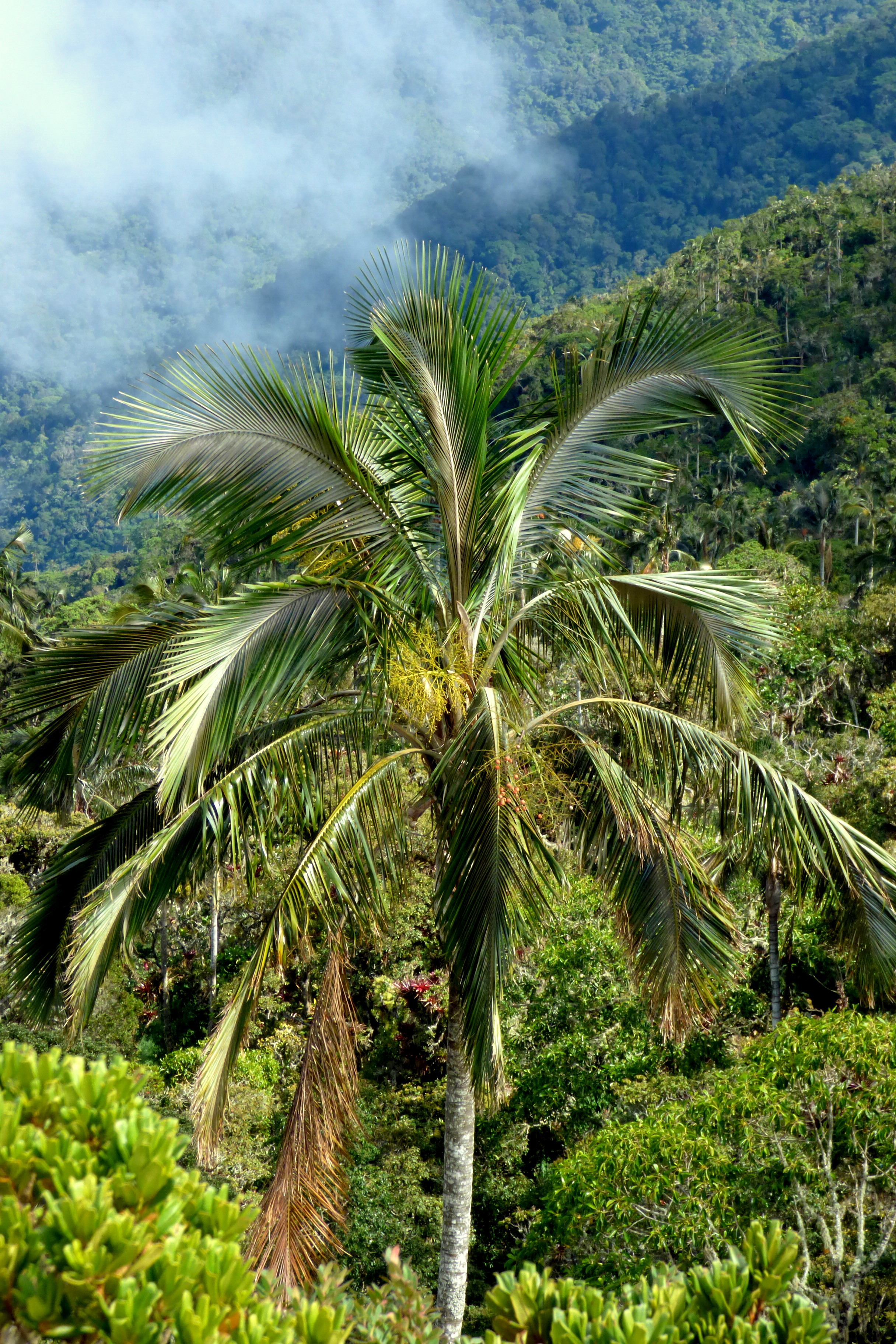
Ceroxylon ceriferum

### Vegetative Merkmale
Ceroxylon-Arten sind einzeln stehende, gefiederte Palmen. Die Stämme sind häufig sehr hoch und sind von einer dicken Wachsschicht überzogen. Mit einer maximalen Höhe von bis zu 60 Metern (Ceroxylon quindiuense) gehören zu dieser Gattung die größten Palmen der Welt und damit auch die größten Vertreter der Monokotylen. 
Die Blattnarben sind deutlich. Die gefiederten Blätter sind mittelgroß bis groß, die Faltung der Segmente ist reduplicat (Λ-förmig). Die Blattscheiden reißen auf und bilden keinen Kronenschaft.

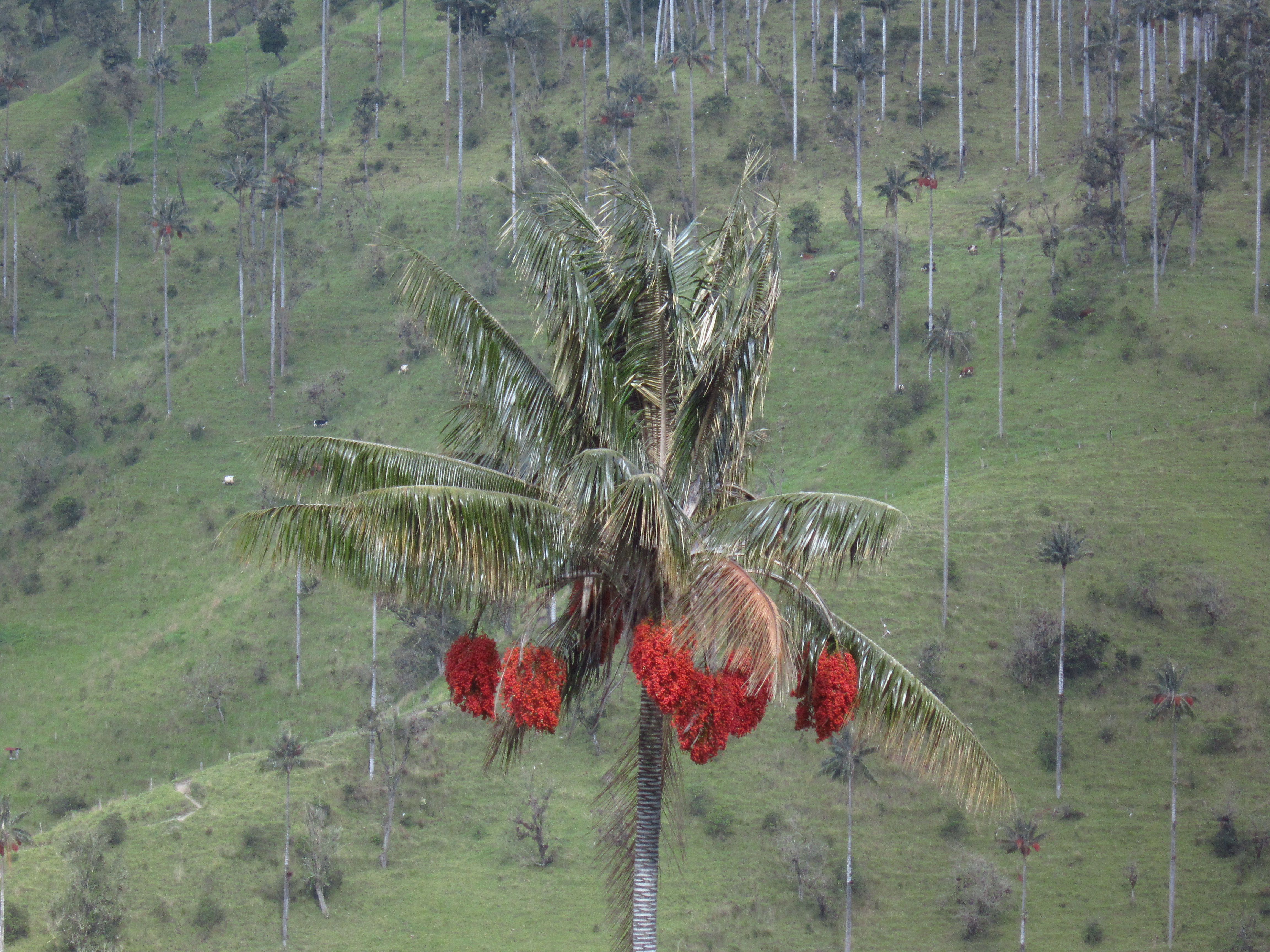
Quindio-Wachspalme (Ceroxylon quindiuense) mit Früchten

### Generative Merkmale
Ceroxylon-Arten sind zweihäusig getrenntgeschlechtig (diözisch). Sie blühen mehrmals. Die Blütenstände stehen zwischen den Blättern einzeln in den Blattachseln und sind drei- bis vierfach verzweigt. Das Vorblatt des Blütenstandes umschließt den Blütenstandsstiel unvollständig. 
Die Kronblätter sind an ihrer Basis vereint. Die Anzahl der Staubblätter beträgt 6 bis 15. Die Narbenreste an der Frucht stehen subbasal. 
Die Chromosomenzahl beträgt 2n = 36.

## Vorkommen
Die Gattung Ceroxylon kommt in den Höhenlagen der Anden von Venezuela über Kolumbien, Ecuador bis Peru und Bolivien vor. Sie kommen in den Vorbergen und niederen bis hohen montanen Wäldern vor, häufig wachsen sie in Nebelregionen. Beim Roden der Wälder werden die Palmen häufig stehengelassen. Alle Arten gelten als gefährdet. Ceroxylon parvifrons kommt noch in Höhenlagen über 3500 Metern vor und ist damit die höchststeigende Palmenart. 

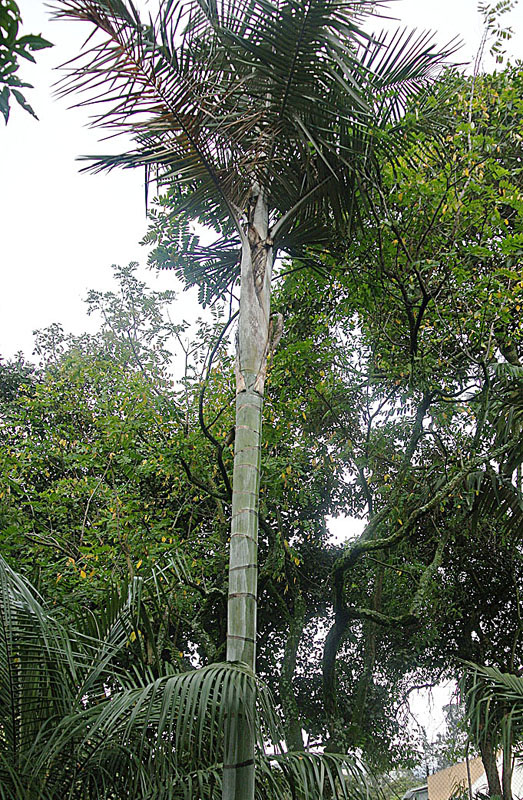
Habitus von Ceroxylon ventricosum

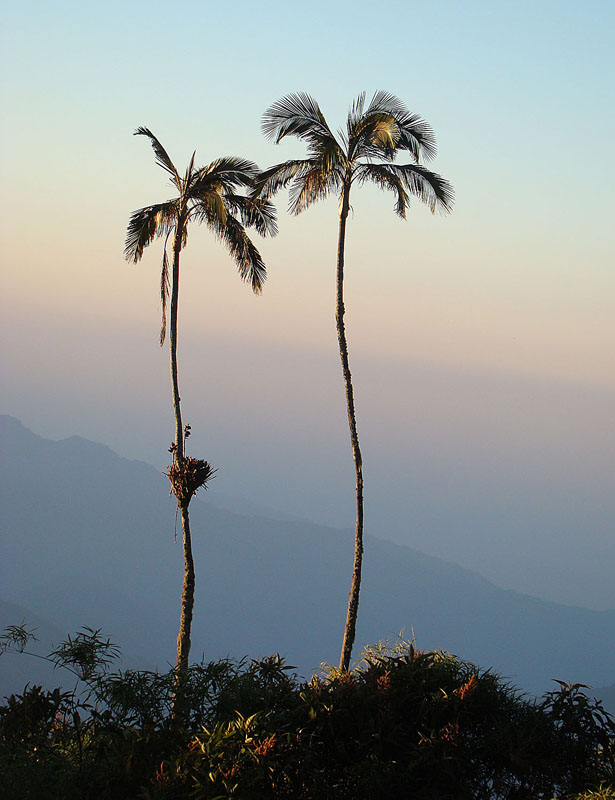
Ceroxylon vogelianum

## Systematik
Die Gattung Ceroxylon wurde 1804 durch Aimé Bonpland in Augustin-Pyrame de Candolle in Bulletin des Sciences, par la Société Philomatique, Paris Band 3, Teil 91, S. 339 (als 239) aufgestellt. Typusart ist Ceroxylon alpinum Bonpl. ex DC.
Die Gattung Ceroxylon Bonpl. ex DC. gehört zur Tribus Ceroxyleae in der Unterfamilie Ceroxyloideae innerhalb der Familie Arecaceae. Die Gattung Ceroxylon ist monophyletisch. Ihre Schwestergruppe ist Juania.
Je nach Autor gibt es etwa zwölf Arten:
- Ceroxylon alpinum Bonpl. ex DC.: Sie kommt in Kolumbien und im nördlichen bis nordwestlichen Venezuela vor.
- Ceroxylon amazonicum Galeano: Dieser Endemit kommt nur im südöstlichen Ecuador vor.
- Ceroxylon ceriferum (H.Karst.) Pittier (Syn.: Klopstockia cerifera H.Karst., Beethovenia cerifera Engel): Sie kommt im nordöstliche Kolumbien und im nördlichen bis nordwestlichen Venezuela vor.[1]
- Ceroxylon echinulatum Galeano: Sie kommt in Ecuador und Peru vor.
- Ceroxylon parvifrons (Engel) H.Wendl.: Die Heimat ist Kolumbien, Venezuela, Bolivien, Peru und Ecuador.
- Ceroxylon parvum Galeano: Die Heimat ist das südwestliche Ecuador.
- Ceroxylon peruvianum Galeano, Sanín & K.Mejia: Sie wurde 2008 aus dem nordöstlichen Peru erstbeschriebenen.
- Ceroxylon pityrophyllum (Mart.) Mart. ex H.Wendl. (Syn.: Ceroxylon weberbaueri Burret): Sie kommt in Bolivien und im südöstliche Peru vor.
- Quindio-Wachspalme (Ceroxylon quindiuense (H.Karst.) H.Wendl.): Die Heimat ist Kolumbien und das nördliche Peru.
- Ceroxylon sasaimae Galeano: Sie kommt in den kolumbianischen Departamentos Antioquia und Cundinamarca vor.
- Ceroxylon ventricosum Burret: Sie kommt im südwestliche Kolumbien und in Ecuador vor.
- Ceroxylon vogelianum (Engel) H.Wendl.: Sie ist in Kolumbien, Venezuela, Peru und Ecuador verbreitet.

## Nutzung
Die Stämme liefern Wachs für Kerzen und Zündhölzer. Die Früchte werden als Viehfutter genutzt. 

## Belege
- John Dransfield, Natalie W. Uhl, Conny B. Asmussen, William J. Baker, Madeline M. Harley, Carl E. Lewis: Genera Palmarum. The Evolution and Classification of Palms. Zweite Auflage, Royal Botanic Gardens, Kew 2008, ISBN 978-1-84246-182-2, S. 337–339.